# Synagoga w Gorlicach (ul. Strażacka)
Synagoga w Gorlicach – synagoga znajdująca się w Gorlicach przy ulicy Strażackiej.
Synagoga została zbudowana w XIX wieku z inicjatywy jednej z grup chasydzkich w mieście. Podczas II wojny światowej hitlerowcy zdewastowali wnętrze synagogi. Po zakończeniu wojny budynek został przebudowany na remizę strażacką. W 2012 urząd gminy sprzedał ją właścicielowi domu weselnego Stanisławowi Mucha-Słomskiemu. W 2016 roku została zburzona, a na jej miejscu powstał prywatny obiekt usługowy.